# Програмски језици који се користе у већини популарних сајтова
Најпопуларнији (тј, најпосећенији) сајтови имају заједничко то да су динамични сајтови. Њихов развој обично укључује серверско кодирање, клијентско кодирање и технологије база података. Програмски језици се примењују тако да доставе сличан динамичан веб садржаја како год да он варира између локација.
| Веб-сајт      | Попукарност (јединствених посетилаца) | (клијентска страна) | (серверска страна)                                    | База података           | Напомене                                                                        |
| ------------- | ------------------------------------- | ------------------- | ----------------------------------------------------- | ----------------------- | ------------------------------------------------------------------------------- |
| [ 2 ]         | 1,100,000,000                         |                     | C, C++, Гоу, Java, Python                             | ,                       | Најкоришћенији претраживач на свету                                             |
| YouTube.com   | 1,000,000,000                         | JavaScript          | C/C++, Python, Java, Go                                     | BigTable, MariaDB       | Најпопуларнији сајт за размену видеа                                            |
| Facebook.com  | 900,000,000                           | JavaScript          | Hack, PHP(HHVM), C++, Java, Python, Erlang, D, Xhp, Haskell | MySQL, HBase Cassandra, | Најпопуларнија друштвена мрежа                                                  |
| Yahoo         | 750,000,000                           | JavaScript          | JavaScript, PHP                                       | MySQL, PostgreSQL       | Yahoo се пребацио на node.js                                                    |
| Amazon.com    | 500,000,000                           | JavaScript          | Java, C++, Perl                                       | Oracle Database         | Популарна интернет продавница                                                   |
| Wikipedia.org | 475,000,000                           | JavaScript          | PHP , Hack                                            | MySQL, MariaDB          | "Медијавики" је програмирана у PHP, користи HHVM; слободна онлајн енциклопедија |
| Twitter.com   | 290,000,000                           | JavaScript          | C++, Java, Scala, Ruby on Rails                       | MySQL                   | Друштвена мрежа са максимално 140 карактера                                     |
| Bing          | 285,000,000                           | JavaScript          | ASP.NET                                               | Microsoft SQL Server    |                                                                                 |
| eBay.com      | 285,000,000                           | JavaScript          | Java, JavaScript                                      | Oracle Database         | Онлајн аукције                                                                  |
| MSN.com       | 280,000,000                           | JavaScript          | ASP.NET                                               | Microsoft SQL Server    | Клијент за електронску пошту, за једноставну употребу.                          |
| Microsoft     | 270,000,000                           |                     |                                                       |                         |                                                                                 |
| Linkedin.com  | 260,000,000                           | JavaScript          | Java, JavaScript, Scala                               | Voldemort               | Највећа светска професионална мрежа.                                            |
| Pinterest     | 250,000,000                           | JavaScript          | Django (Python веб фрејмворк)                               | MySQL, Redis            |                                                                                 |
| Ask.com       | 245,000,000                           |                     |                                                       |                         |                                                                                 |
| Wordpress.com | 240,000,000                           | JavaScript          | PHP                                                   | MySQL                   |                                                                                 |

*подаци у програмским језицима су засновани на:
- информацијама о HTTP заглављима
- Захтеву за типове датотека